# Mark Kadima
Mark Kadima es un obispo católico nombrado por el Papa Francisco como obispo de Bungoma en Kenia.

## Biografía
Nació el 30 de abril de 1964 en Kakamega, en la diócesis del mismo nombre. 

### Estudios
- Escuela Primaria en Kholera local
- Escuela secundaria en el Seminario Menor de San Pedro en Kakamega y el Colegio Tindinyo local .
- Un año de preparación en el Seminario Mayor de Santa María, diócesis de Nakuru en el año 1985.
- Sus estudios de Filosofía en el Seminario Mayor de San Agustín de Mabanga, diócesis de Bungoma (1986-1987)
- En la Universidad Pontificia Urbaniana estudió Teología (1987-1988) donde obtuvo un Bachillerato y una Licenciatura en Teología (1988-1993).
- Estudios en la Pontificia Academia Eclesiástica de Roma y doctorado en Derecho Canónico en la Pontificia Universidad Urbaniana (1999-2001).

## Sacerdote
Fue ordenado presbítero el 2 de octubre de 1993, incardinándose en la diócesis de Kakamega.

### Cargos
Después de la ordenación, desempeñó los siguientes cargos y estudios: 
- Formador de seminaristas en el Seminario Menor San Pedro en Kakamega (1993-1996)
- Vicario en la Parroquia Nuestra Señora del Santo Rosario en Shiseso (1993-1996).
- Rector del Seminario Menor San Pedro en Kakamega (1996-1999).
- Ingresó en el servicio diplomático de la Santa Sede el 1 de julio de 2001 y sirvió en las Representaciones Pontificias en Colombia, Angola, Ghana, Bangladés, Grecia y Brasil.
- Desde el 27 de abril de 2018 hasta ahora, ha servido en la Nunciatura Apostólica en Sudán del Sur.

## Obispo
Fue nombrado obispo de Bungoma por el Papa Francisco el 14 de diciembre de 2021